# Expedición Nimrod

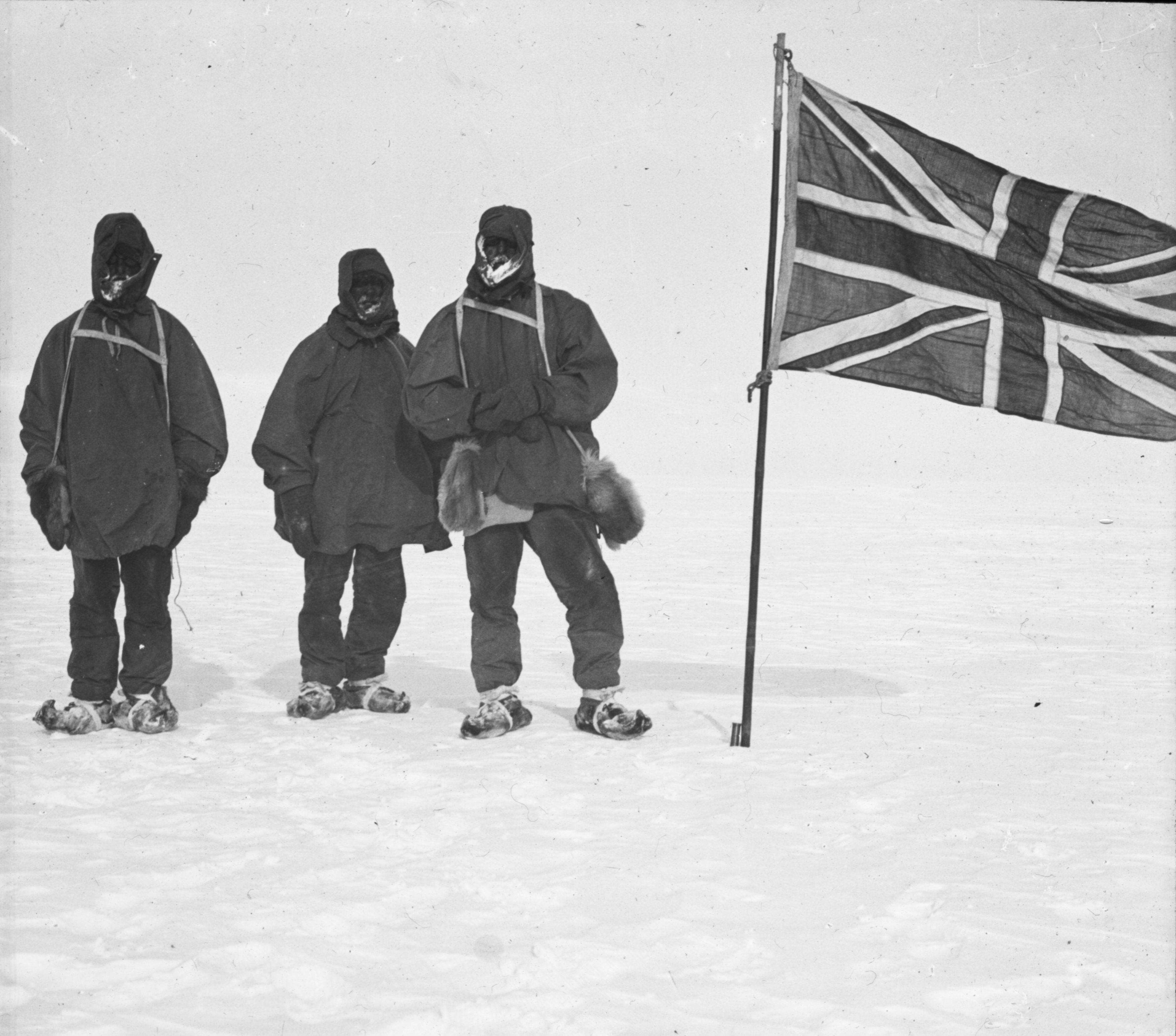
El equipo del polo sur durante la expedición Nimrod. De izquierda a derecha: Frank Wild, Eric Marshall y Jameson Adams.

La expedición Nimrod, oficialmente llamada Expedición Antártica Imperial Británica 1907-09 (en inglés: British Imperial Antarctic Expedition 1907-09), fue la segunda expedición británica a la Antártida del siglo XX después de la expedición Discovery. Fue dirigida por Ernest Shackleton —futura figura mayor de la exploración antártica— entre 1907 y 1909. Esta fue la primera de las tres expediciones que dirigió (las otras fueron, la Expedición Imperial Transantártica y la expedición Shackleton–Rowett). A pesar de ser muy aclamado, la expedición no tuvo ni apoyos ni financiaciones gubernamentales o institucionales y su soporte fueron fondos privados y contribuciones individuales. El barco utilizado fue el Nimrod, que dio el nombre más usual a esta expedición. Los miembros de esta no tenían experiencia en expediciones polares.
A pesar de no alcanzar el polo sur, sí consiguieron llevar el punto más al sur hasta la latitud 88º23'S, a menos de 180 kilómetros del polo, por debajo de la barrera de las simbólicas 100 millas. Fue de lejos el viaje al polo sur más largo realizado hasta la fecha. En el transcurso de la expedición, un grupo dirigido por el geólogo australiano Edgeworth David alcanzó el lugar aproximado del polo sur magnético y también realizó la primera ascensión al monte Erebus en la isla de Ross. El equipo científico, que incluía el futuro jefe de la expedición Aurora, Douglas Mawson, realizó estudios geológicos, zoológicos y meteorológicos. Los métodos de transporte utilizados por Shackleton incluían caballos de Manchuria, vehículos motorizados y perros de trineos. Estas dos últimas innovaciones, a pesar de tener un éxito limitado, fueron copiadas posteriormente por Robert Falcon Scott en la trágica expedición Terra Nova.
La expedición fue un éxito, pero a los ojos de algunos miembros de la Royal Geographical Society, su éxito se vio empañado por la ruptura por parte de Shackleton de una promesa hecha a Scott de no colocar su base de invierno cerca del estrecho de McMurdo, zona esta reivindicada como para su uso exclusivo por Scott tras la expedición Discovery en 1902 y 1903. Shackleton había aceptado, bajo coacción, evitar el estrecho, pero la barrera de hielo forzó finalmente al Nimrod a parar en el estrecho. Este hecho dificultó las relaciones entre los dos hombres, aunque mantuvieron un contacto amistoso en público, y causó la ruptura total de la antigua amistad de Shackleton con Edward Adrian Wilson.
A su regreso, Ernest Shackleton recibió numerosos honores, entre ellos ser nombrado caballero por el rey Eduardo VII. Ganó mucho dinero con la expedición y finalmente recibió una subvención del gobierno para cubrir sus deudas. Tres años después, su punto más al sur fue sobrepasado primero por la expedición Amundsen y luego por la expedición Terra Nova, que alcanzaron la meta final del polo sur. Después de su propia hazaña, Roald Amundsen reconoció: «el nombre de Sir Ernest Shackleton quedará siempre escrito en los anales de la exploración antártica en letras de fuego». Menos conocida que su epopeya trágica de la Expedición Imperial Transantártica, la expedición Nimrod fue la más importante de Shackleton en términos de avances geográficos.

## Orígenes
Ernest Shackleton, un suboficial durante la expedición Discovery de Robert Falcon Scott, tuvo que dejar la Antártida en 1903 debido al agotamiento físico durante el viaje principal al sur de la expedición. El veredicto de Scott fue que él «no debía continuar debido a su estado de salud». Shackleton estaba decepcionado y lo consideraba como una estigmatización personal, de modo que durante su regreso a Inglaterra, estuvo decidido a demostrar que estaba capacitado. Rehusó la posibilidad de un regreso rápido a la Antártida como primer oficial del buque Terra Nova que partió a socorrer a la expedición Discovery. No obstante, Shackelton ayudó a la organización, además de equipar el barco Uruguay, que partió a socorrer a la expedición antártica de Otto Nordenskjöld. En el transcurso de los años siguiente, mantuvo la esperanza de poder reanudar su carrera de explorador polar, manteniendo su compromiso por otras vías y en 1906 trabajó como portavoz para el magnate industrial William Beardmore.
Según su biografía de Roland Huntford, Shackleton estaba herido en su amor propio debido a las referencias sobre su debilidad física en el libro de Scott The voyage of the Discovery, publicado en 1905. Posteriormente, comenzó a elaborar un plan para su propia expedición a la Antártida y, del mismo modo, personas que financiaran su viaje. Sus planes iniciales figuran en un documento no publicado que escribió a principios de 1906 que muestran una estimación de los costes de 17.000 libras para toda la expedición, el equivalente a unos 850.000 libras en 2008. En esta época, aún no tenía el apoyo financiero y debió esperar a principios de 1907, cuando recibió una donación de 7000 libras por parte de William Beardmorde. Con esta suma, Shackleton consideró que era suficiente para anunciar el 12 de febrero de 1907 sus intenciones a la Royal Geographical Society.

## Preparativos

### Plan inicial
El plan inicial de Shackleton, que no fue publicado, era reutilizar el antiguo campamento base de la expedición Discovery en el estrecho de McMurdo y a partir de allí, intentar alcanzar el polo sur geográfico y el polo sur magnético. A esto debían seguirles otros viajes y trabajo científico. Este primer plan revelaba también los modos de transporte que había previsto Shackleton: el uso de perros de trineo, también caballos y también un vehículo motorizado especialmente concebido para la expedición. El uso de caballos y de un vehículo motorizado era inédito en la Antártida. En febrero de 1907 Shackleton anunció sus planes a la Royal Geographical Society. Shackleton revisó sus estimaciones de los costes a un nivel más realista y elevó la cantidad a 30.000 libras (equivalente a 1,5 millones de libras actuales). Sin embargo, la respuesta de la Society a sus planes no fue muy alentadora. Shackleton supo más tarde que la Society estaba al corriente de la voluntad del capitán Scott de realizar una nueva expedición, la expedición Terra Nova, y quería reservarse para esta expedición.

### Barco

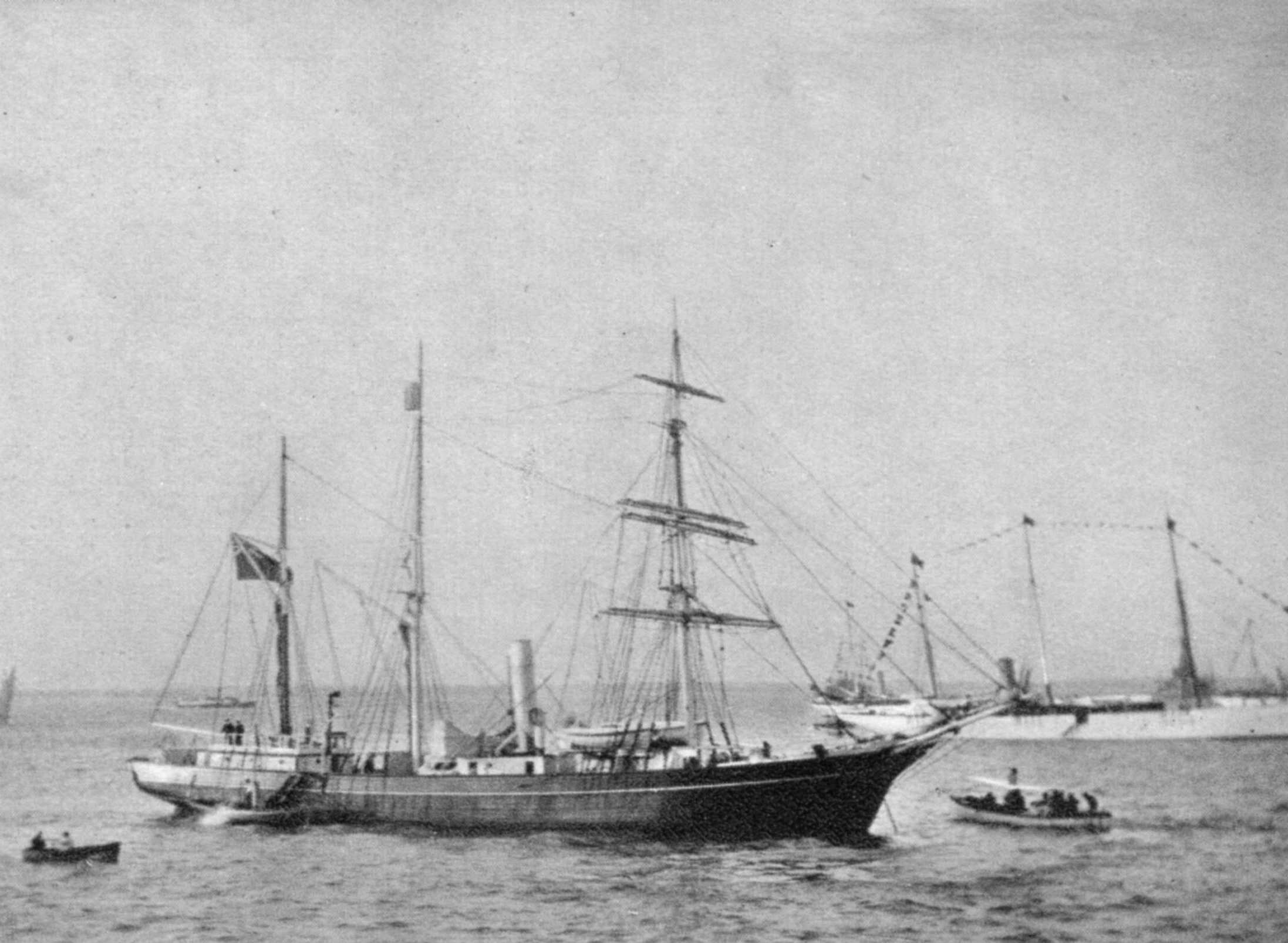
El Nimrod.

Shackleton debía llegar a la Antártida en enero de 1908, partiendo de Inglaterra durante el verano de 1907. Solo le quedaban pues seis meses para adquirir un barco, acondicionarlo, obtener todo el material y abastecimiento necesario, reclutar el personal y, sobre todo, obtener la totalidad del financiamiento, porque salvo la garantía de Beardmore, el resto no estaba asegurado. Shackleton fue a Noruega con la intención de comprar un barco polar de 700 toneladas, el Bjorn, ideal como barco para la expedición, pero su precio excedía los fondos disponibles por Shackleton. Por ello debió contentarse con un barco más antiguo y mucho más pequeño, el Nimrod, por el que pagó a su propietario 5.000 libras (2008: 250 libras).
Shackleton se quedó perplejo cuando descubrió el Nimrod, después de su llegada a Londres procedente de la colonia de Terranova y Labrador en junio de 1907. Se encontró con un barco mucho más vetusto de lo que pensaba, con un fuerte olor a aceite de foca. Una inspección mostró que era necesario calafatear el casco y que sus mástiles debían cambiarse. Sin embargo, en manos experimentadas pronto tuvo una «apariencia más que satisfactoria». Posteriormente, Shackleton indicó que se sentía muy orgulloso de su pequeño y robusto barco.

### Financiación
A principios de julio de 1907, Shackleton tenía pocos apoyos aparte de la garantía de Beardmore, y carecía de fondos para completar la rehabilitación del barco. A mediados de julio se acercó al filántropo conde de Iveagh, Edward Guinness, de la familia de la fábrica de cerveza Guinness, que aceptó garantizar la suma de 2.000 libras a condición de que Shackleton encontrase otros patrocinadores para alcanzar la cantidad de 8.000 libras. Fue capaz de lograrlo y estos fondos suplementarios fueron acompañados por 2.000 libras que Sir Philip Brocklehurst pagó para asegurarse una plaza en la expedición.
En el último minuto, una donación de 4.000 libras de William Bell, el primo de Shackleton, dejaba a la expecidición todavía lejos de las 30.000 libras necesarias, pero permitió al Nimrod navegar rumbo al sur, después de la inspección el 4 de agosto de 1907 por parte del rey Eduardo VII y la reina Alejandra. El gobierno de Australia donó 5.000 libras y el gobierno de Nueva Zelanda donó 1000 libras. Gracias a esto, y otras pequeñas donaciones se alcanzaron finalmente las 30.000 libras necesarias, aunque al final de la expedición el coste de la expedición aumentó con respecto a las estimaciones de Shackleton, hasta las 45.000 libras.
Shackleton esperaba también que su libro sobre la expedición y sus conferencias le reportasen beneficios. El también tenía la esperanza de sacar provecho de la venta de sellos especiales con el sello de la oficina de correos temporal que crearía en la Antártida. Alguna de sus ideas no produjo los beneficios previsto, aunque la oficina de correo se estableció en el cabo Royds y fue utilizada como lugar de entrega para el correo de la expedición.

### Tripulación

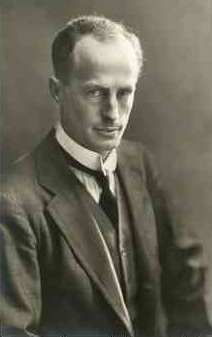
Douglas Mawson, miembro de la expedición Nimrod, organizaría más tarde su propia expedición.

Deseoso de reclutar un gran contingente de veteranos de la expedición Discovery, Shackleton ofreció a su amigo Edward Adrian Wilson el puesto de responsable científico y segundo comandante. Wilson rehusó, al parecer debido a su trabajo con una comisión que estaba trabajando en el estudio de las enfermedades de los Tetraonidae para el ministerio de Agricultura británico. Otros antiguos compañeros de la expedición Discovery rehusaron, como Michael Barne, Reginald Skelton o George Mulock, que reveló a Shackleton que los antiguos oficiales del Discovery estaban comprometidos con Scott para su próxima expedición. De la anterior expedición, Shackleton solo obtuvo los servicios de dos oficiales, Frank Wild y Ernest Joyce.
El segundo en el mando después de Shackleton, aunque esto no estaba clarificado hasta que la expedición alcanzó la Antártida, fue Jameson Boyd Adams, teniente reservista de la marina británica que había rechazado el encargo oficial de unirse a Shackleton.
 También participó como meteorólogo de la expedición. A bordo del Nimrod se encontraba otro oficial de la reserva naval, Rupert England, que, con John King Davis, alcanzó más tarde una gran reputación en la Antártida, como oficial jefe. Æneas Mackintosh, un oficial de la marina mercante de una línea de la  Peninsular and Oriental Steam Navigation Company, fue nombrado segundo oficial y más tarde fue transferido al equipo que desembarcó. También fueron destinados al equipo de la base los dos cirujanos Alistair Mackay y Eric Marshall, el mecánico Bernar Day y Philip Brocklehurst, que hizo de asistente geólogo en respuesta a su suscripción.

El pequeño equipo de científicos que dejó Inglaterra fue reforzado considerable por dos miembros provenientes de Australia. El primero fue Edgeworth David, profesor de geología en la Universidad de Sídney, y el segundo fue un antiguo alumno de Davis, Douglas Mawson, un profesor de mineralogía de la Universidad de Adelaida. Los dos hombres tenían previsto originalmente ir a la Antártida y regresar inmediatamente con el barco, pero fueron persuadidos para ser miembros de pleno derecho de la expedición. Ellos permitieron realizar importante contribuciones a las realizaciones científicas de la expedición, y David también tuvo influencia en la obtención de la subvención del gobierno australiano.
Antes de partir para la Antártida, en agosto de 1907 Joyce y Wild realizaron un curso acelerado de imprenta, ya que Shackleton tenía la intención de publicar un libro o un diario mientras estuvieran en la Antártida.

## La promesa a Scott

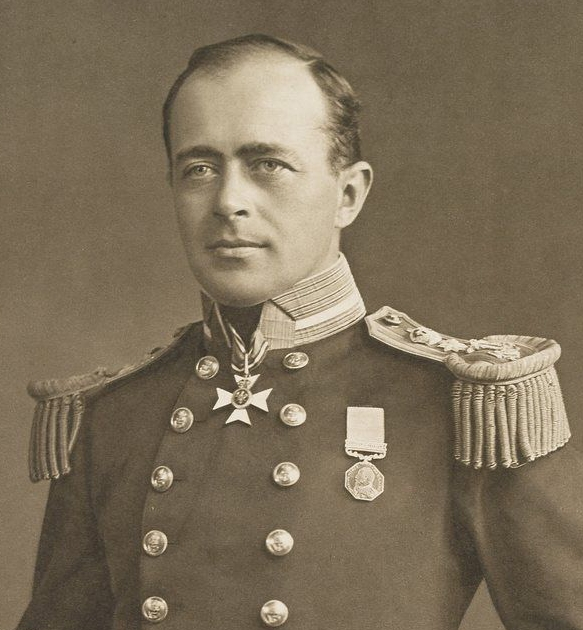
Robert Falcon Scott, otra gran figura de la exploración antártica

En febrero de 1907, el anuncio hecho por Shackleton sobre su intención de realizar su propia expedición desde la antigua base de la expedición Discovery, fue notado por el capitán Robert Falcon Scott, que escribió inmediatamente para reivindicar su prioridad sobre los derechos del estrecho de McMurdo, que él consideraba su «feudo personal». Scott escribió «Creo que tengo una especie de derecho a mi propia área de trabajo» y añadió «[…] toda persona que haya tenido algo que ver con la exploración considerará esa región como mía», y concluyó recordando a Shackleton su deber de lealtad a su antiguo comandante.
La primera respuesta de Shackleton fue conciliadora: «quiero seguir su punto de vista todo lo que sea posible, pero sin crear una posición que sería insostenible para mí». Sin embargo, Edward Adrian Wilson, enviado por Shackleton como mediador, tomó una línea aún más dura que Scott. Wilson escribió a Shackleton: «Pienso que debería retirarse del estrecho de McMurdo» aconsejando que no hiciese planes en el conjunto del sector del mar de Ross hasta que Scott decidiese «los límites que pone sobre sus derechos». Esto fue demasiado para Shackleton, que respondió: «No tengo ninguna duda en mi espíritu que sus derechos terminan en la medida que él pidió […] Creo que he alcanzado mis límites y no puedo ir más lejos».
La cuestión estaba sin resolver cuando Scott retornó de sus obligaciones a puerto en mayo de 1907. Scott insistió en una línea de demarcación en 170ºO: todo lo que se encontraba al oeste de esta línea, lo que comprendía la isla de Ross, el estrecho de McMurdo y la Tierra de Victoria estaría reservado para Scott. Shackleton, que tenía otras preocupaciones más apremiantes, se sintió obligado a aceptar. El 17 de mayo, firmó una declaración indicando que «Les dejó la base McMurdo». y aceptando establecer su base en tierra más al oeste, bien en la bahía de las Ballenas o en la península de Eduardo VII. No tocaría la costa de la Tierra de Victoria. Se trata de una capitulación ante Scott y Wilson que significaba renunciar a la parte de la expedición que tenía como objetivo alcanzar el polo sur magnético, situado en la Tierra de Victoria.
En su propio informe sobre la expedición, Shackleton no hace ninguna referencia a la disputa con Scott. Él declaró simplemente que «antes de dejar Inglaterra, decidí, que, si fuese posible, yo situaría mi base en la península de Eduardo VII […] en lugar del estrecho de McMurdo».

## La expedición

### Hacia la Antártida

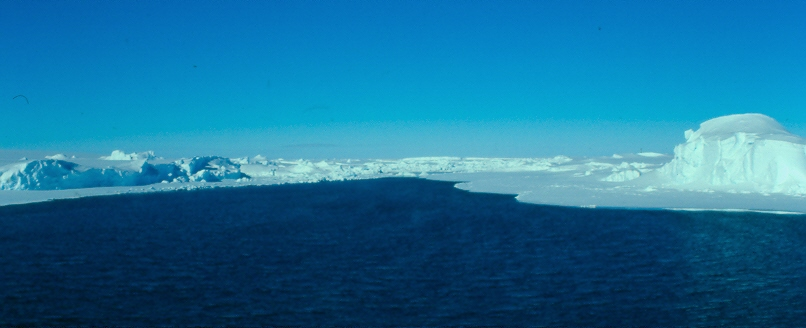
La bahía de las Ballenas donde Shackleton esperaba montar su campamento base.

El Nimrod dejó las aguas británicas en agosto de 1907, mientras que Shackleton y otros miembros de la expedición se unieron más tarde. Se reencontraron en Nueva Zelanda, listos para partir hacia la Antártida el 31 de diciembre de 1907. Con el fin de ahorrar combustible, Shackleton acordó con el gobierno neozelandés para que el Nimrod fuese remolcado hasta el círculo polar antártico, sobre una distancia de 2.750 km aproximadamente, y los costes fueron pagados por el gobierno y la Union Steam Ship Company. El 14 de enero, al avistar los primeros icebergs, terminó el remolcamiento. El Nimrod penetró sin problemas en la banquisa, en dirección a una pequeña bahía de la barrera de hielo de Ross, donde seis años antes, el RRS Discovery estuvo anclado para permitir a Scott y a Shackleton hacer vuelos en un globo aerostático experimental.
La barrera de hielo se alcanzó el 23 de enero, pero la bahía había desaparecido, los contornos de la barrera habían cambiado sensiblemente con el paso de los años, y en su lugar se encontraba una bahía que fue nombrada la bahía de las Ballenas debido a las numerosas ballenas visibles en este lugar. Shackleton no estaba dispuesto a arriesgarse a hibernar sobre la superficie de la barrera, que podía hundirse en el mar y navegó entonces hacia la península de Eduardo VII. Después de varios esfuerzos infructuosos por acercarse a la costa, y tras la rápida evolución del hielo que amenazaba con atrapar el barco, el Nimrod se vio forzado a retirarse. La única opción de Shackleton era, aparte del abandono, difícilmente aceptable, romper la promesa que había hecho a Scott. El 25 de enero, ordenó al barco ir al estrecho de McMurdo.

### Cabo Royds

#### Creación de la base
Al llegar al estrecho de McMurdo el 29 de enero de 1908, el Nimrod no pudo progresar hacia el sur hasta la antigua base de la expedición Discovery en la península de Hut Point, ya que estaba bloqueado por la banquisa. Shackleton decidió esperar algunos días con la esperanza de que el hielo se rompiera. Durante este tiempo, el segundo oficial Æneas Mackintosh tuvo un accidente que le causó la pérdida de su ojo derecho. Después de una cirugía de urgencia por parte de Eric Marshall y de Alistair Mackay, fue forzado a renunciar y regresar a Nueva Zelanda con el barco. Cuando estuviese recuperado, regresaría con el barco la temporada siguiente.

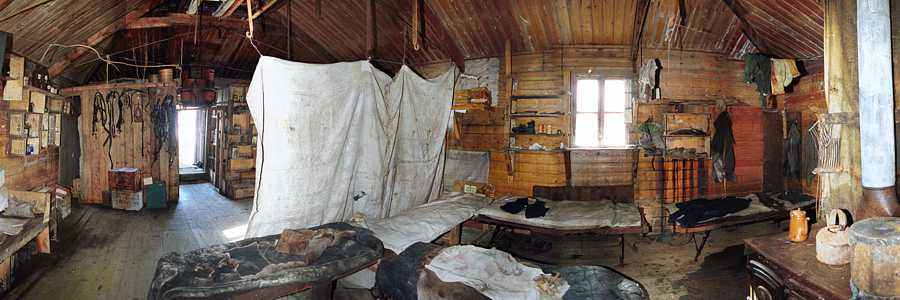
El refugio de la expedición.

El 3 de febrero, Shackleton decidió no esperar a la debacle y construir su cuartel general en el lugar más próximo que le convenía, el cabo Royds. A última hora de la tarde, el barco fue amarrado en un sitio apropiado para el refugio prefabricado (Cabaña de Shackleton) que la expedición había escogido. El lugar estaba situado a 32 km al norte de Hut Point, y fue una distancia suplementaria que debía ser cubierta la siguiente temporada durante el viaje al polo.
Durante los días siguientes a la construcción de almacenes, se llevó a cabo el desembarco de los equipos. Este esfuerzo se vio obstaculizado por el mal tiempo y por la prudencia del capitán Rupert England, que desplazaba a menudo el barco fuera de la bahía con el fin de no volver hasta que las condiciones le parecían seguras. Los quince días siguientes siguió esta situación, llevando a grandes desacuerdos entre Shackleton y el comandante a bordo. Hubo un punto en el que Shackleton pidió a England que se retirase con el motivo de estar enfermo, pero England rehusó. La tarea de descarga se hizo muy difícil psicológicamente, pero finalmente se terminó el 22 de febrero. El Nimrod partió de nuevo hacia el norte, sin saber England que el ingeniero Harry Dunlop lleva una carta de Shackleton al responsable de la expedición en Nueva Zelanda, en la que le pedía reemplazar al comandante de a bordo para el viaje de regreso.
Un coche de la compañía Arrol-Johnston, que Beardmore había comprado recientemente, también fue desembarcado en la base. Beardmore esperaba obtener una buena publicidad con ello,  pero el vehículo no había sido probado en condiciones de frío extremo y mostró rápidamente sus limitaciones, las ruedas resbalaban sobre la nieve y el efecto de las bajas temperaturas en el motor. Fue el primer coche en pisar el continente antártico.

#### Ascensión del monte Erebus
Después de la marcha del Nimrod, la sólida banquisa que había impedido continuar más al sur también había desaparecido, cortando una parte del recorrido por la barrera y haciendo imposible viajar en trineo y colocar los depósitos. Shackleton intentó entonces la ascensión al monte Erebus, en la misma isla Ross.
Esta montaña de 3.790 m de altitud no se había escalado jamás anteriormente. Un equipo de la expedición Discovery (incluidos Frank Wild y Ernest Joyce) habían explorado la base de la montaña en 1904, pero no llegaron más que a los 910 m de altura. El equipo para la ascensión lo componían Edgeworth David, Douglas Mawson y Alistair Mackay, con Eric Marshall, Jameson Adams y Philip Brocklehurst como apoyo. Ni Wild ni Joyce participaron. La ascensión comenzó el 5 de marzo.
El 7 de marzo, los grupos se unieron a 1700 m aproximadamente y avanzaron hacia la cumbre. Al día siguiente, una nevasca los bloqueó, pero el 9 de marzo reanudaron la ascensión y, antes del final de la jornada,  alcanzaron el cráter principal. Allí, Brocklehurst que tenía los pies demasiado helados para continuar, permaneció en el campamento mientras los otros continuaron hacia el cráter activo, que alcanzaron al cabo de cuatro horas. Realizaron varios estudios meteorológicos y recogieron numerosas muestras de rocas. Más tarde realizaron un descenso rápido, principalmente deslizándose por la nieve. El equipo llegó al refugio del cabo Royds el 11 de marzo "prácticamente muerto" según Eric Marshall.

#### Invierno de  1908

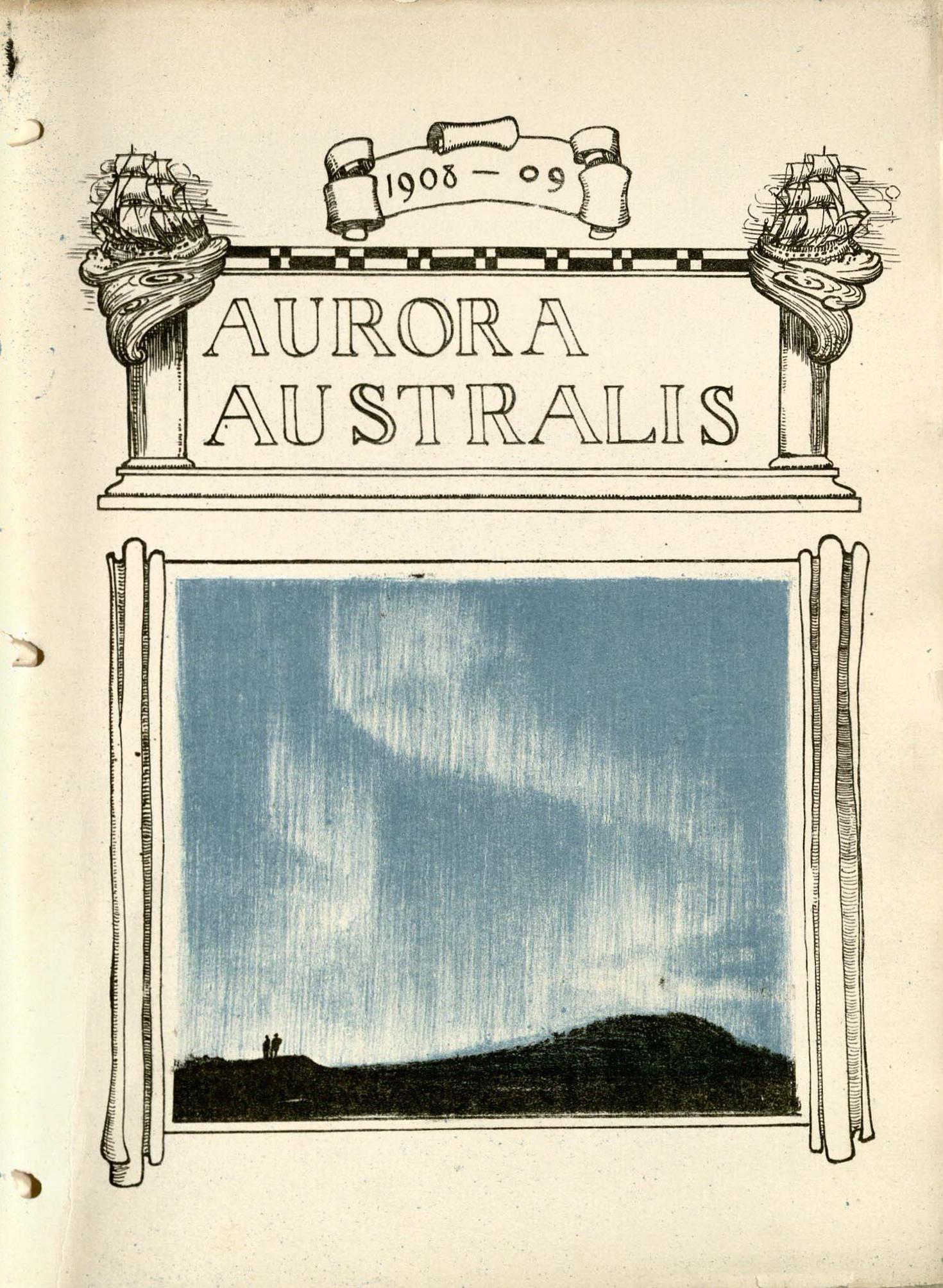
Cubierta del libro Aurora Australis

El refugio de la expedición, una estructura prefabricada de 10 m de largo por 5,8 de ancho, estuvo lista para el invierno a finales del mes de febrero. Estaba dividida principalmente en una serie de habitáculos para dos personas, una pequeña cocina, una cámara oscura, un almacén y un laboratorio. Los caballos se alojaron en unos establos construidos en el sitio más protegido del refugio, mientas que las perreras se situaron cerca del porche del refugio. La gestión de Shackleton, muy diferente de la de Scott, abolió todas las distinciones sociales y todos vivían, trabajaban y comían juntos.  El espíritu era bueno, según el geólogo Philip Brocklehurst que anotó que Shackleton tenía "una facultad para tratar a cada miembro de la expedición como si fuese precioso para él".
Durante el transcurso de los meses de invierno y oscuridad, Joyce y Wild imprimieron más de treinta ejemplares del libro de la expedición, Aurora Australis, que fueron cosidos y unidos con materiales de embalaje. Sin embargo, el trabajo más importante del invierno fue la preparación de los grandes viajes de la temporada siguiente, tanto hacia el polo sur geográfico como al magnético. El polo sur magnético volvió a ser uno de los grandes objetivos con el regreso al estrecho de McMurdo. Las perspectivas para el viaje del polo sur sufrieron un serio revés durante el invierno, cuando cuatro de los ocho caballos murieron, principalmente por comer arena volcánica con alto contenido de sal.

### Viaje al sur

#### Ida
El número de cuatro hombres escogido por Shackleton para componer el equipo que debía hacer el viaje hacia el polo sur fue determinado por el número de caballos supervivientes. Influenciado por su experiencia en la expedición Discovery, prefirió apostar por los caballos en lugar de los perros para el largo viaje polar de marzo. El vehículo motorizado, muy útil para las superficies planas, no podía superar las diferentes superficies de la barrera y no era apropiado para el viaje polar. Los hombres escogidos por Shackleton para acompañarle fueron Marshall, Adams y Wild. Joyce, a pesar de su notable experiencia en la Antártida, fue excluido del equipo después que un examen médico por parte de Marshall hiciese dudar de su capacidad física.

Trayecto de la expedición en las tierras conocidas en la época.

La travesía comenzó el 29 de octubre de 1908. Shackleton estimó en 2.765 km la distancia de ida y vuelta al polo. Su plan inicial preveía una duración de 91 días, incluyendo el viaje de vuelta, con una media diaria de aproximadamente 31 km. Tras un comienzo lento debido a las malas condiciones meteorológicas y de la claudicación de los caballos, Shackleton decidió reducir la cantidad de las raciones diarias para alargar la duración posible del viaje a 110 días. Esto permitiría un menor avance diario, reduciendo la media estimada a 24 km diarios.
 Entre el 9 y el 21 de noviembre, los hombres avanzaron a buen ritmo, pero los caballos sufrieron en la difícil barrera de hielo, y tuvo que ser abatido el primero de los cuatro caballos cuando el equipo alcanzó los 81° S. El 26 de noviembre, alcanzaron un nuevo récord de "más al sur", llegando a los 82° 17', superando la anterior marca de Robert Falcon Scott de diciembre de 1902. El equipo de Shackleton recorrió la distancia en 29 días, por los 59 de Scott. Esto fue debido principalmente a que Shackleton utilizó una pista más al este que la de Scott con el fin de evitar los problemas sobre la superficie que el capitán se encontró.
A medida que el grupo se desplazaba por terra incognita, la superficie de la barrera se volvía cada vez más caótica. Otros dos caballos sucumbieron. Las montañas al oeste bloqueaban su avance hacia el sur, y el equipo centró su atención en un " brillante estallido de luz" en el cielo delante de ellos. La razón de este fenómeno fue descubierta el 3 de diciembre, cuando, después de subir a la cima de una montaña vieron delante de ellos "una ruta abierta hacia el sur, […] un gran glaciar, que cubría el sur, justo hasta el norte de dos enormes cadenas montañosas". El reflejo de la luz del sol en la superficie del glaciar había causado esta ilusión de luz observada previamente en el cielo.
Shackleton bautizó posteriormente el glaciar con el nombre de Beardmore en honor del mayor patrocinador de la expedición; y la montaña desde la que observaron el glaciar como monte Hope (en inglés: monte Esperanza). El viaje sobre la superficie fue muy difícil, en particular para el caballo « Socks» que tenía grandes dificultades para encontrar un suelo resistente. El 7 de diciembre Socks cayó por una profunda grieta, arrastrando a Wild con él. Afortunadamente para el equipo, el arnés del caballo se rompió, y el trineo que contenía las provisiones se quedó en la superficie. Por tanto para el resto de trayecto hacia el sur y la vuelta tuvieron que tirar de ese trineo ellos mismos.
En este punto, aparecieron los antagonismos. Wild expresó en privado su deseo de que Marshall " cayese en una grieta de mil pies de profundidad". Marshall escribió que seguir a Shackleton al polo fue "como seguir a una anciana, estando siempre en estado de pánico"·. Sin embargo, el día de Navidad se celebró con licor de menta y cigarros. Su posición era entonces de 85º51'S, a 470 km todavía del polo. Les quedaban apenas un mes de reservas, después de haber ido almacenando el resto en depósitos para el viaje de vuelta, y no podían cubrir la distancia restante al poco con esta cantidad de alimentos. Sin embargo, Shackleton no estaba dispuesto todavía admitir que el polo estaba fuera de su alcance y decidió reducir aún más las raciones y dejar todo el material que no fuese esencial.
Después de Navidad, el 26 de diciembre, concluyeron la ascensión del glaciar y comenzaron la marcha sobre la meseta Antártica. Las condiciones no eran fáciles. Shackleton anotó que el 31 de diciembre fue el "día más difícil que habían tenido". Al día siguiente, señaló que después de alcanzar los 87º60½'S, habían superado las máximas latitudes tanto al Sur como al Norte alcanzadas hasta entonces. Ese día, Wild escribió igualmente que "si hubiésemos tenido aquí a Joyce y Marston en lugar de estos dos mendigos inútiles [Marshall y Adams] habríamos alcanzado el polo fácilmente". El 4 de enero, Shackleton admitió finalmente su derrota y revisó su objetivo para conseguir la marca simbólica de menos de 100 millas (187 km) al Polo Sur. El equipo luchó hasta el límite de sus posibilidades, hasta que el 9 de enero de 1909 dieron por terminada la marcha, a 88º23'S, a 97 millas del polo sur. Colocaron la Union Jack y Shackleton bautizó la meseta antártica con el nombre de Eduardo VII del Reino Unido.

#### Regreso
Después de sus numerosos esfuerzos, el equipo se vio obligado a dar media vuelta, después de 73 días de viaje y de recorrer casi 3.000 km a pie. En una carta a su esposa, Shackleton escribió " Yo pensé que tu preferirías un asno vivo a un león muerto".
Las raciones se redujeron varias veces para extender la duración del viaje más allá de los 110 días estimados en un principio. Shackleton debía regresar a la península de Hut Point antes del 1 de marzo, fecha en la cual según las órdenes de Shackleton, el Nimrod debía zarpar.  Los miembros del equipo fueron puestos a prueba físicamente, antes de quedarse allí como náufragos. Sin embargo, durante los días posteriores en su trayecto hacia el norte, recorrieron distancias importante: 36 km el 17 de enero, 42 km al día siguiente y 47 km el día 19. Al día siguiente, alcanzaron el glaciar Beardmore y comenzaron el descenso. Solo les quedaban cinco días de alimentos a razón de media ración diaria hasta llegar al depósito intermedio del fondo del glaciar, mientras que en la ascensión de la ida habían tardado 12 días en realizar el trayecto. El estado de salud de Shackleton era preocupante, pero según Adams "cuando peor estaba, más tiraba".
Alcanzaron el depósito el 28 de enero. Wild, que sufría de disentería, era incapaz de tirar o de comer algo excepto bizcochos, de los que no quedaban demasiados. El 31 de enero Shackleton le dio su propio bizcocho que tenía para desayunar a Wild, un gesto que le llevó a escribir: "POR DIOS, no lo olvidaré jamás. Miles de libras [esterlinas] no habrían podido comprar este simple bizcocho". Algunos días más tarde, el resto del equipo estaba tocado por la  enteritis, debido a la ingestión de carne de caballo en mal estado. Pero debían mantener el ritmo durante el mes de febrero, ya que las pequeñas cantidades de víveres almacenadas durante el viaje en los depósitos, haría que cualquier retraso fuese fatal. Afortunadamente, el fuerte viento que soplaba detrás de ellos les permitió de colocar una vela que tirara del trineo, con el fin de mantener un buen ritmo.
"Estamos tan delgados que nuestros huesos sufren cuando nos estiramos sobre la nieve dura" escribió Shackleton. A partir del 18 de febrero, empezaron a reconocer las indicaciones que les eran familiares y el 23 alcanzaron el depósito "BluffBluff", que para su alivio, había sido reaprovisionado abundantemente por Ernest Joyce. La gran variedad de cajas de provisiones fue importante para los hambrientos hombres: ciruelas de Carlsbad, huevos, pasteles, pudín, pan de jengibre y frutas. El comentario de Wild fue más lacónico: "bien, viejo Joyce".
Aunque las preocupaciones alimenticias estaban resueltas, aún no estaba seguros de llegar a Hut Point antes de la fecha límite. La última etapa de su marcha fue interrumpida por una tormenta de nieve, que los retuvo 24 horas. El 27 de febrero, cuando aún se encontraban a 55 km de la base, Marshall se hundió por el cansancio. Shackleton decidió partir con Wild hacia Hut Point con la esperanza de encontrar el barco y de retenerlo hasta que los otros dos exploradores estuvieran a salvo. La tarde del 28 de febrero alcanzaron el refugio. Por su parte, aunque sin demasiadas esperanzas de volver a ver al equipo vivo, ciertos voluntarios del equipo del Nimrod propusieron hibernar para, al menos, encontrar los cuerpos. Shackleton y Wild, esperando que el barco se encontrara cerca, procuraron llamar su atención prendiendo fuego a una pequeña cabaña de madera utilizada para las observaciones sobre el magnetismo. El equipo del barco, que estaba anclado próximo al glaciar Erebus, observó la columna de humo de la cabaña. Wild escribió posteriormente " Ninguna otra visión tan feliz habría podido ser percibida por los ojos del hombre ". Adams y Marshall fueron rescatados tres días más tarde, y el 4 de marzo, todo el equipo estaba a bordo del barco y Shackleton ordenó zarpar a toda velocidad hacia el norte.

### Equipo norte

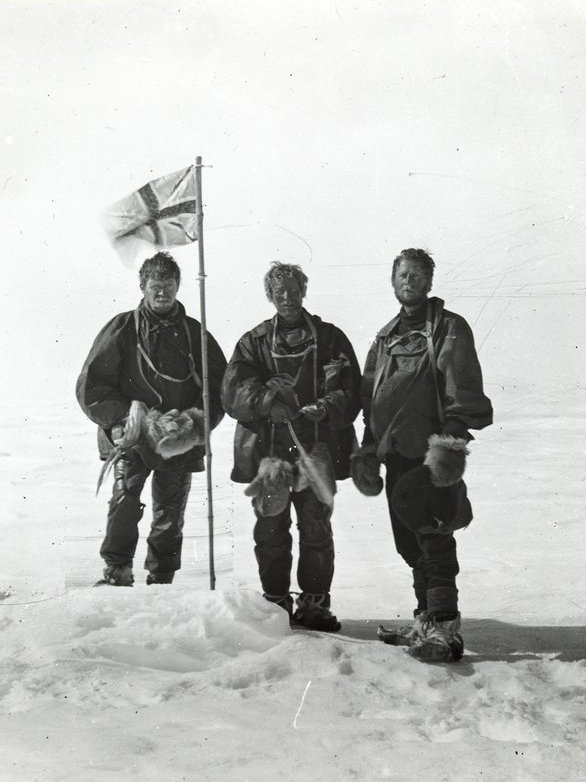
Alistair Mackay, Edgeworth David y Douglas Mawson en el polo sur magnético el 17 de enero de 1909.

En septiembre de 1908, durante la preparación de su viaje hacia el polo, Shackleton dio instrucciones para que un equipo fuese al norte de la Tierra de Victoria bajo el mando de Edgeworth David para realizar observaciones sobre magnetismo y geología. Los principales objetivos, teniendo en cuenta las órdenes escritas de Shackleton, eran intentar alcanzar el polo sur magnético y realizar un estudio geológico en profundidad de la región de los valles secos de McMurdo. El equipo estaba compuesto por Edgeworth David, Douglas Mawson y Alistair Mackay y realizaron el viaje en trineo tirado por ellos mismos, ya que los perros permanecieron en la base para realizar la colocación de los depósitos hacia el polo y otros trabajos rutinarios. Las órdenes también implicaban colocar la Union Jack en el polo sur magnético y tomar posesión de la Tierra de Victoria para el Imperio británico. Después de mucho días de trabajos preparatorios, la marcha comenzó el 5 de octubre, utilizando para los primeros kilómetros el vehículo motorizado.
Debido a las desfavorables condiciones meteorológicas, los progresos fueron muy lentos. A finales de octubre, solo habían avanzado 100 km hasta la difícil costa de la Tierra de Victoria, y decidieron abandandonar todos los otros objetivos con el fin de alcanzar el polo sur magnético. Hizo falta más de un mes de viaje para atravesar los glaciares de Nordenskjöld y de Drygalski, antes de estar en situación de girar al noroeste en dirección al polo. Antes de eso, David cayó en una grieta, pero fue salvado por Mawson.

El avance al interior de la meseta Antártica se realizó a través de un laberíntico glaciar que más tarde sería llamado glaciar Reeves. Esto les llevó el 27 de diciembre hasta una superficie de nieve dura. Esto les permitió desplazarse más rápido, a una media de aproximadamente 17 km diarios, y realizando regularmente observaciones magnéticas. El 16 de enero, estas observaciones mostraron que se encontraban a solo 21 km del polo sur magnético. Al día siguiente, el 27 de enero de 1909, alcanzaron su objetivo a 72°15′S, 155°16′E. y una altitud de 2.210 m. Siguiendo las instrucciones, David tomó oficialmente posesión de la zona en nombre del Imperio británico.
Agotado, y escaso de alimentos, el equipo realizó el viaje de vuelta (unos 400 km) en solo quince días para reunirse a tiempo en la costa con el Nimrod. A pesar de la fatiga acumulada, mantuvieron las distancias preestablecidas todos los días hasta que, el 31 de enero, una mala elección del itinerario final les llevó a 26 km del lugar donde el barco les esperaba. El mal tiempo les retrasó aún más, y el punto de reencuentro no se alcanzó hasta el 2 de febrero. Esa noche, el Nimrod pasó por delante de ellos, pero debido a la fuerte tormenta de nieve, no fue capaz de verlos. Dos días más tarde, sin embargo, el grupo fue por fin rescatado. Mientras trataba de alcanzar el barco, Mawson cayó en una grieta de 5,5 m de profundidad, aunque afortunadamente, sobrevivió.
Los miembros del equipo llevaban las mismas vestimentas desde su salida del cabo Royds, es decir cuatro meses, y el olor dentro del barco era "insoportable". Antes del salvamento, el Nimrod recogió un equipo compuesto por Raymond Priestley, Philip Brocklehurst y Bertram Armytage, que realizaron trabajos geológicos en la región del glaciar Ferrar.

## Balance
El 23 de marzo de 1909, Shackleton llegó a Nueva Zelanda y envió un telegrama con un informe de 2500 palabras al Daily Mail de Londres, con el cual tenía un contrato de exclusividad. En medio de todas las alabanzas que Shackleton recibió por parte de la comunidad de exploradores, incluidos Fridtjof Nansen y Roald Amundsen, la reacción de la Royal Geographical Society fue más comedida. Su antiguo presidente, expresó en privado su incredulidad sobre la latitud reivindicada por Shacketon. No obstante, el 14 de junio Shackleton fue recibido en Londres en la estación de Charing Cross por una gran muchedumbre, entre los que se encontraba además del presidente de la RGS Leonard Darwin, el capitán Robert Falcon Scott, a pesar de sus reticencias. Cualquiera que fuesen los sentimientos de Scott con respecto a Shackleton, no le impedirían a este adoptar la estrategia de transporte de Shackelton para su próxima expedición, ni mantener con él un contacto respetuoso en público.

Evolución del emplazamiento del polo sur magnético.

En cuanto a la latitud reivindicada, alegó que la única razón para dudar de su exactitud es que después del 3 de enero todos los cálculos se basaban en cálculos de estimaciones, es decir, la distancia recorrida, la velocidad y el tiempo transcurrido. La posición del 3 de enero está determinada por la observación a 87º22'. La tabla de distancias de Shackleton mostró unas medias diarias de aproximadamente 24 km durante los días siguientes. El 9 de enero de 1909, esta tabla mostró que el equipo había recorrido 29 km en 5 horas para alcanzar su punto más al sur y la misma distancia en otras 5 horas. Esta velocidad es muy superior a todas las otras partes del viaje. Sin embargo, Shackleton explicó que se trató de un desplazamiento rápido sin la carga de los trineos u otros equipos. Los cuatro hombres confirmaron su confianza en la latitud alcanzada, de manera independiente,, sin dar indicios que inducieran a duda.
Shackleton obtuvo rápidamente el reconocimiento oficial de su gesta, recibiendo el rango de comandante de la Real Orden Victoriana, otorgado por el rey, y más tarde le ascendió al rango de Caballero. La Royal Geographical Society le recompensó con una medalla de oro, al parecer con reservas. Mientras que a los ojos de la opinión pública era un héroe, las previsiones sobre la rentabilidad de las inversiones que Shackleton había realizado fallaron. El aumento de los costes de la expedición y la necesidad de responder a las garantías de los préstamos, hicieron que el gobierno tuviese que darle una subvención de 20.000 libras para librarle de la quiebra financiera.
El récord de más al sur de la expedición Nimrod duró menos de tres años, hasta que la Amundsen alcanzó el polo sur el 15 de diciembre de 1911. Amundsen rindió homenaje a Shackleton con estas palabras: «Shackleton es al Polo Sur, lo que Nansen es para el Polo Norte».
Más tarde, su siguiente objetivo en la Antártida fue una travesía transcontinental, que intentó sin éxito durante la expedición Endurance (1914-1917). Su estatus de figura mayor de la edad heroica de la exploración de la Antártida (1895-1922) estaba asegurada.
Los otros miembros de la expedición Nimrod también conocieron la gloria y el prestigio durante los años siguientes. A Edgeworth David, Jameson Adams, Douglas Mawson Raymond Priestley se les convirtió en nobles, pero ninguno regresó a la Antártida con Shackleton. Frank Wild fue el segundo comandante de Shackleton en sus siguientes dos viajes, tomando el mando del Quest tras la muerte de Shackleton en Georgia del Sur, en 1922. El Nimrod, diez años después de su regreso de la Antártida, embarrancó en un banco de arena en el mar del Norte, frente a la costa de Norfolk.

## Centenario de la expedición
Para el centenario de la expedición en enero de 2009, descendientes de los miembros originales formaron un equipo que repitió los pasos de sus abuelos de la expedición de Shackleton, y consiguieron llegar al lugar donde la expedición se detuvo Entre los miembros del grupo figuraba un bisnieto de Shackleton -Patrick Bergel, de 36 años, publicista, aunque el liderazgo correspondió al teniente coronel Henry Worsley, descendiente de Frank Worsley, el capitán del Endurance. Fueron en compañía de otros dos compañeros de aventura, Henry Adams, bisnieto de Jameson Boyd Adams (brazo derecho de Shackleton en la expedición Nimrod), y Will Gow, familia política del mismo Shackleton. El viaje comenzó el 29 de octubre del mismo año y duró ochenta días. Antes de que la travesía iniciara tuvieron una comida al estilo de la expedición original en el restaurante Green Door Bar and Grill, donde Henry Adams argumentó:

Por supuesto, no es una comida para las personas con el corazón delicado, pero estoy seguro de que en la ciudad hay gente dispuesta a aceptar el reto.